# Inmigración kazaja en Rusia
Los kazajos en Rusia son ciudadanos rusos de origen kazajo ya sea étnicamente o como hijos de segunda generación de inmigrantes de Kazajistán. Los kazajos se consideras uno de los pueblos autóctonos de la Federación de Rusia, el décimo más grande entre todos los grupos étnicos del país. Según el censo de 2010, el número de kazajos en la Federación de Rusia ascendía a 647 mil personas. La mayoría de los kazajos rusos viven en las regiones a lo largo de la frontera entre Rusia y Kazajistán . Las comunidades más grandes viven en las regiones de Astracán (149.415), Oremburgo (120.262), Omsk (78.303) y Sarátov (76.007).

## Historia

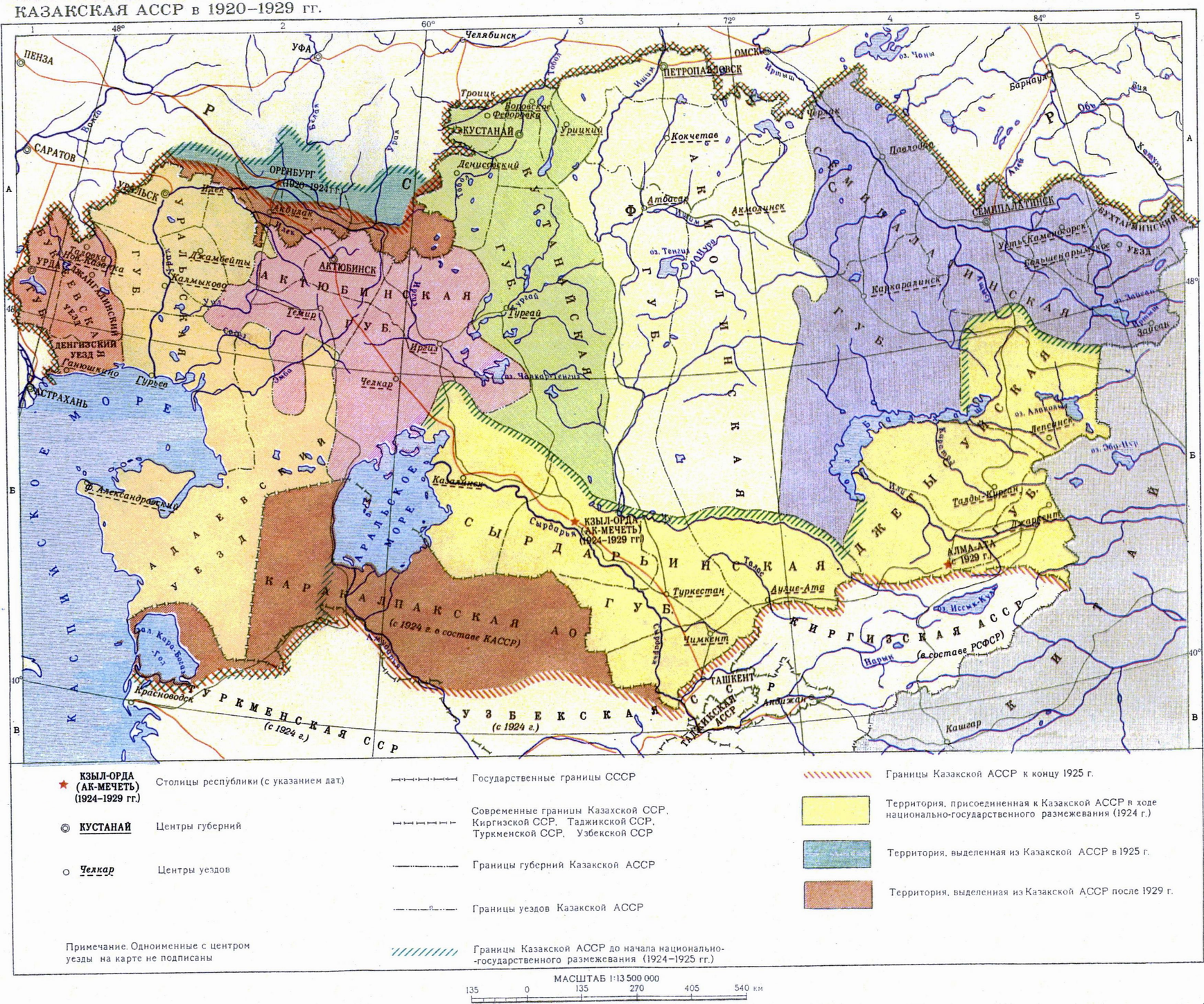
Cambios en los límites de la RASS de Kazajistán entre 1925 y 1929.

Después de la declaración de independencia de la República de Kazajistán, dentro de Rusia, principalmente en las áreas fronterizas con Kazajistán, quedaron una gran cantidad de kazajos étnicos. Básicamente, los kazajos de las divisiones históricas del Jüz Menor (desde la región de Astracán hasta la región de Oremburgo) y del Jüz Medio viven en la actual Rusia.

## Población y características de los asentamientos
Los kazajos son el cuarto grupo étnico túrquico más grande de Rusia después de los tártaros, baskires y chuvasios, además del décimo entre todos los grupos étnicos del país.
| 1939    | %    | 1959    | %    | 1970    | %    | 1979    | %    | 1989    | %    | 2002    | %    | 2010    | %    |
| ------- | ---- | ------- | ---- | ------- | ---- | ------- | ---- | ------- | ---- | ------- | ---- | ------- | ---- |
| 356 646 | 0,33 | 382 431 | 0,33 | 477 820 | 0,37 | 518 060 | 0,38 | 635 865 | 0,43 | 653 962 | 0,45 | 647 732 | 0,45 |

Según el censo de 2010, el número de kazajos en la Federación de Rusia ascendió a 647 mil personas, teniendo una división entre hombres y mujeres prácticamente pareja. Esto supone el 0,45 % de la población total del país. Al mismo tiempo, el 63,12 % de los kazajos viven en zonas rurales (en el caso de los rusos esta cifra baja hasta el 23,16 %). Según el censo anterior de 2002, se puede concluir que la población kazaja de Rusia es relativamente joven: la edad promedio es de 30,2 años (en comparación, los rusos tienen de media 37,6 años, y los chechenos 22,8 años). La mayoría de los matrimonios de los kazajos en las zonas rurales se dan entre familias de la misma etnia, mientras que entre los que viven en zonas urbanas es más común que se den matrimonios de éstos con personas de distintas etnias.
Según el censo de 2002, el 72 % de los kazajos en Rusia hablan el idioma kazajo, en las zonas rurales, el porcentaje es de más del 90 %. Casi todos los kazajos (98,3 %) también hablan ruso con fluidez, ya que solo una minoría de kazajos rusos vive en áreas donde constituyen la mayoría de la población así como porque el ruso es el idioma de la escuela incluso en aquellas áreas donde los kazajos constituyen la mayor parte de la población. Hay pocas escuelas que enseñen kazajo, e incluso en ellas se suele enseñar como optativa.
Según el primer vicepresidente de la Asociación Mundial de Kazajos en 2003, Kaldarbek Naimanbáyev, más de 1 millón de kazajos étnicos viven en Rusia y su principal problema es la ignorancia casi completa de su lengua materna.

### Migración
Algunos kazajos rusos se mudan a Kazajistán y otros países, siendo la república kazaja el destino por excelencia, donde los kazajos regresan bajo programas de repatriación étnica tales como Qandas (en kazajo: Compatriota). También hay un contraflujo de migración de kazajos de Kazajistán a las regiones fronterizas rusas. Según la Agencia de Estadísticas de la República de Kazajistán, en 2008 más de 2.000 kazajos étnicos abandonaron el país y entraron más de 7.000 repatriados. Hay una salida de especialistas kazajos de las ciudades rusas a Alma Ata y Astaná muy fuerte entre 2002 y 2006, más moderado desde entonces según el Comité Estatal de Estadísticas de la Federación Rusa.